# 名古屋テレビニュース
『名古屋テレビニュース』（なごやテレビニュース）は、名古屋テレビが1962年4月1日の開局時から2003年3月30日まで放送していた定時ローカルニュース番組（スポットニュース）である。しかし、何故か番組名ロゴが「ANNニュース名古屋テレビ」、「名古屋テレビニュースANN」 - YouTube、「ニュース名古屋テレビ」だったりする事がしばしばあった。
番組はその後、2003年3月31日に名古屋テレビが愛称を「ナゴヤテレビ」から「メ〜テレ」へ変更するのに合わせて改題リニューアル。以後は『メ〜テレNEWS』と題して放送されている。

## 担当アナウンサー
後に別の部署へ異動した人物や退社した人物を含む。

### 男性
| 杉浦滋男 | 勝智久   | 立松大和 | 浅沼道郎 | 鈴木盛久 | 松井秀   | 星恭博   |
| 佐藤裕二 | 齋藤寿幸 | 小島一宏 | 冨永秀一 | 山田泰三 | 岡田将雄 | 倉橋友和 |

### 女性
| 細見愛咲   | 渡辺千佳 | 遠藤和子   | 久野咲恵 | 宮原亜友子 | 大川敦子   | 下山さおり |
| 森京子     | 末沢晶子 | 清水泰子   | 若杉直美 | 吉田智美   | 小松佐代子 | 角令子     |
| 梅田エリカ | 橋詰真美 | 天野香寿美 | 岡山裕子 | 鷲野圭子   | 加藤歩     | 神取恭子   |

| スタブアイコン | サブスタブ | この項目は、まだ閲覧者の調べものの参照としては役立たない、テレビ番組に関連した書きかけの項目です。この項目を加筆・訂正などしてくださる協力者を求めています（P:テレビ/PJ:放送または配信の番組）。 |